# Gouvernement Ciolacu II
Pour les articles homonymes, voir Gouvernement Ciolacu.
Roumanie
Ciolacu I Bolojan
Le gouvernement Ciolacu II (en roumain : Guvernul Marcel Ciolacu (2)) est le gouvernement de la Roumanie depuis le 23 décembre 2024, sous la 10e législature de la Chambre des députés et du Sénat.
Il est dirigé par le social-démocrate Marcel Ciolacu, dont le PSD est arrivé premier aux élections législatives et a formé une grande coalition avec le PNL et l'UDMR. Il succède à son premier gouvernement, reposant sur une coalition presque identique.

## Mandat
Ce gouvernement est dirigé par le Premier ministre social-démocrate sortant Marcel Ciolacu. Il est constitué et soutenu par une grande coalition entre le Parti social-démocrate (PSD), le Parti national libéral (PNL) et l'Union démocrate magyare de Roumanie (UDMR). Ensemble, ils disposent de 157 députés sur 331, soit 47,43 % des sièges de la Chambre des députés, et de 68 sénateurs sur 136, soit 50 % des sièges du Sénat.
Il succède donc au premier gouvernement de Marcel Ciolacu, constitué du PNL et du PSD.

### Formation
Bien qu'en net recul, le PSD arrive en tête des élections parlementaires roumaines de 2024 et obtient 22 % des voix. L'AUR, arrivée seconde, obtient 18 % des voix. Avec deux autres partis d'extrême droite, le bloc nationaliste est le premier bloc du pays, et totalise 32 % des voix, triplant le seul score de l'AUR en 2020.
Le 4 décembre, le PSD, l'UDMR, le PNL et l'USR annoncent la signature d'un accord de coalition pour former le prochain gouvernement et pour soutenir la candidature d'Elena Lasconi au second tour de l'élection présidentielle roumaine de 2024. Ciolacu soutient lui-même la candidate et affirme que cette décision fait suite aux révélations sur l'interférence russe sur le scrutin via TikTok.
Le 5 décembre, la Cour constitutionnelle reçoit quatre recours en annulation du scrutin présidentiel. Elle annule le scrutin le 6 décembre,.
Les négociations se poursuivent, mais s'enlisent, l'USR hésitant à entrer au gouvernement. Face aux désaccords, Ciolacu annonce le 19 décembre que son parti n'entrera pas au gouvernement, mais qu'il votera en faveur de la confiance à un gouvernement PNL-USR. Lasconi s'oppose alors à un tel gouvernement, préférant former une coalition avec le PSD. Le président Iohannis s'oppose lui-même à un gouvernement minoritaire.
Les négociations reprennent le 20 décembre, aboutissant le 22 décembre, avant la signature d'un accord le lendemain. Pour sa part, l'USR décide d'être dans l'opposition. 
Le 23 décembre, le nouveau gouvernement est investi avec 240 voix, soit six de plus que les 234 requises.

### Démission
Le 5 mai 2025, au lendemain de l'arrivée en tête du candidat d'extrême droite George Simion au premier tour de l'élection présidentielle roumaine de 2025 et de la non qualification au second tour de Crin Antonescu, soutenu par la coalition au pouvoir, il annonce la démission de son gouvernement.

## Composition
- Par rapport au gouvernement Ciolacu I, les nouveaux ministres sont indiqués en gras et ceux ayant changé d'attribution en italique.

| Poste                                                                 | Titulaire | Titulaire                            | Parti |
| --------------------------------------------------------------------- | --------- | ------------------------------------ | ----- |
| Premier ministre                                                      |           | Marcel Ciolacu (jusqu'au 06/05/2025) | PSD   |
| Premier ministre                                                      |           | Cătălin Predoiu a.i.                 | PNL   |
| Vice-Premier ministre                                                 |           | Marian Neacșu                        | PSD   |
| Vice-Premier ministre Ministre des Affaires intérieures               |           | Cătălin Predoiu                      | PNL   |
| Vice-Premier ministre Ministre des Finances                           |           | Barna Tanczos                        | UDMR  |
| Ministre des Affaires étrangères                                      |           | Emil Hurezeanu                       | PNL   |
| Ministre des Transports et des Infrastructures                        |           | Sorin Grindeanu                      | PSD   |
| Ministre de l'Agriculture et du Développement rural                   |           | Florin Barbu                         | PSD   |
| Ministre de la Défense nationale                                      |           | Angel Tîlvăr                         | PSD   |
| Ministre de la Culture                                                |           | Natalia-Elena Intotero               | PSD   |
| Ministre du Développement, des Travaux publics et de l'Administration |           | Attila Cseke                         | UDMR  |
| Ministre de l'Économie                                                |           | Bogdan Ivan                          | PSD   |
| Ministre de l'Éducation                                               |           | Daniel David                         | Sans  |
| Ministre de l'Énergie                                                 |           | Sebastian Burduja                    | PNL   |
| Ministre des Investissements et des Projets européens                 |           | Marcel Boloș                         | PNL   |
| Ministre de la Justice                                                |           | Radu Marinescu                       | PSD   |
| Ministre du Travail et de la Protection sociale                       |           | Simona Bucura-Oprescu                | PSD   |
| Ministre de l'Environnement, des Eaux et des Forêts                   |           | Mircea Fechet                        | PNL   |
| Ministre de la Santé                                                  |           | Alexandru Rafila                     | PSD   |